# Капунула
Капуну́ла (англ. Kapunula) — вища традиційна громада у складі дистрикту Мчинджі Центрального регіону Малаві.
Населення — 9724 особи (2018).